# Kalužsko-Rižskaja (linka metra v Moskvě)

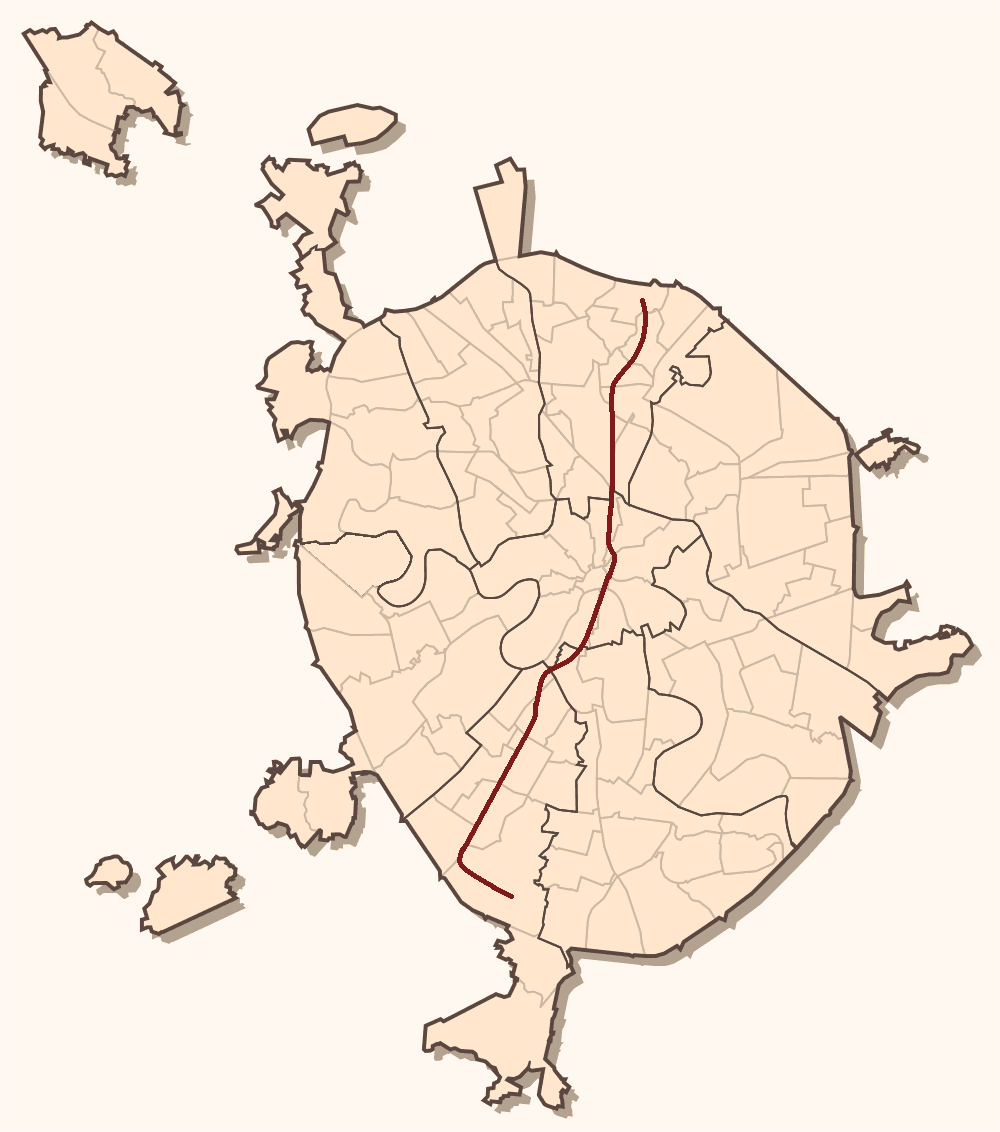
Poloha linky na mapě města

Kalužsko-Rižskaja (rusky Калу́жско-Ри́жская) je jedna z linek moskevského metra. Značí se oranžovou barvou, alternativně číslem 6. Má 24 stanic a dlouhá je 37,6 km.

## Historie
Tato linka existovala částečně již od roku 1958. Tehdy vznikla linka Rižskaja. Kalužskaja, další linka se kterou se ta dnešní spojila, zprovoznila svůj první úsek roku 1962. Konečné propojení bylo provedeno v roce 1971, otevřením dnes prostředního úseku mezi oběma linkami (Kitaj-gorod – Prospekt Mira). Vzhledem k této minulosti tak lince slouží dvě depa. Vypravují do provozu okolo čtyřiceti osmivozových vlaků. Stáří jednotlivých souprav se pohybuje kolem dvaceti až deseti let, první dodávka vozů typu 81-7175 dorazila roku 1987 a druhá o dalších deset let později. V budoucnosti se uvažuje prodloužit linku směrem do moskevské oblasti; do měst Čelobitěvo (naplánováno na rok 2021) a Mytišči. Na provozovaných úsecích pak dojde k renovaci některých již velmi starých stanic a rovněž je do roku 2025 naplánováno otevření nové stanice Jakimanka mezi stanicemi Treťajakovskaja a Okťabrskaja. Kalužsko-Rižskaja je dnes jedna z nejvytíženějších linek v celé síti metra.

### Chronologie otevírání jednotlivých úseků metra
| Úsek                                                                       | Datum otevření    | Délka        |
| -------------------------------------------------------------------------- | ----------------- | ------------ |
| Prospekt Mira – VDNCh                                                      | 1. květen 1958    | 4,5 km       |
| Okťabrskaja – Novyje Čerjomuški                                            | 13. říjen 1962    | 8,1 km       |
| Novyje Čerjomuški – Kalužskaja (dočasná)                                   | 14. duben 1964    | 1,5 km       |
| Okťabrskaja – Kitaj-gorod                                                  | 30. prosinec 1970 | 3,9 km       |
| Kitaj-gorod – Prospekt Mira                                                | 31. prosinec 1971 | 3,2 km       |
| Novyje Čerjomuški – Běljajevo (zároveň zrušení dočasné stanice Kalužskaja) | 12. říjen 1974    | 3,6 – 1,5 km |
| VDNCh – Medvědkovo                                                         | 30. září 1978     | 8,1 km       |
| Šabolovskaja                                                               | 6. listopad 1980  | 0 km         |
| Běljajevo – Ťoplyj Stan                                                    | 6. listopad 1987  | 2,9 km       |
| Ťoplyj Stan – Novojasenevskaja                                             | 17. leden 1990    | 3,6 km       |
| Celkem:                                                                    | 24 stanic         | 37,6 km      |

## Stanice
- Medvědkovo
- Babuškinskaja
- Sviblovo
- Botaničeskij sad
- VDNCh
- Aleksejevskaja
- Rižskaja
- Prospekt Mira (přestupní)
- Sucharjevskaja
- Turgeněvskaja (přestupní)
- Kitaj-gorod (přestupní)
- Treťajakovskaja (přestupní)
- Okťabrskaja (přestupní)
- Šabolovskaja
- Leninskij prospekt
- Akademičeskaja
- Profsojuznaja
- Novyje Čerjomuški
- Kalužskaja
- Běljajevo
- Koňkovo
- Ťoplyj stan
- Jaseněvo
- Novojasenevskaja (přestupní)

## Fotogalerie

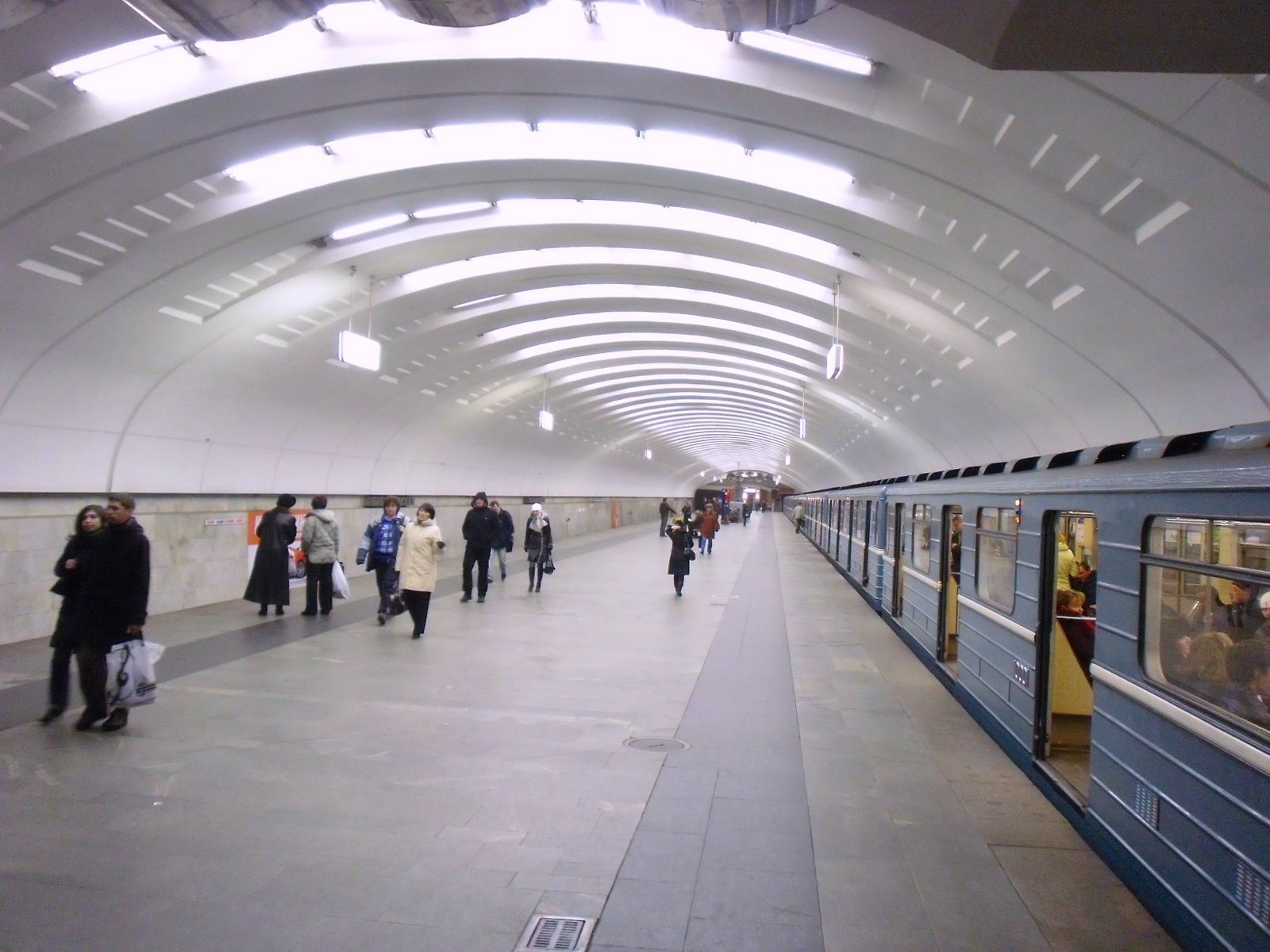
Stanice Babuškinskaja
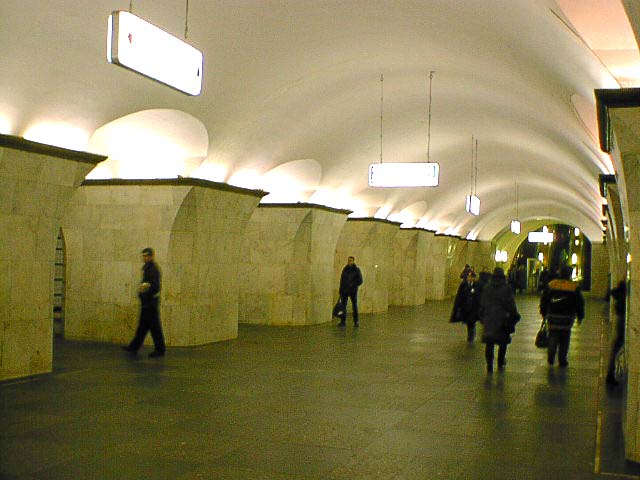
Stanice Prospekt mira
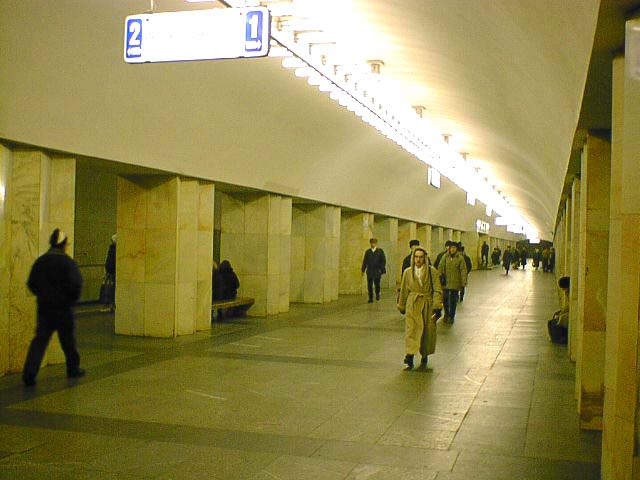
Stanice Kitaj-Gorod
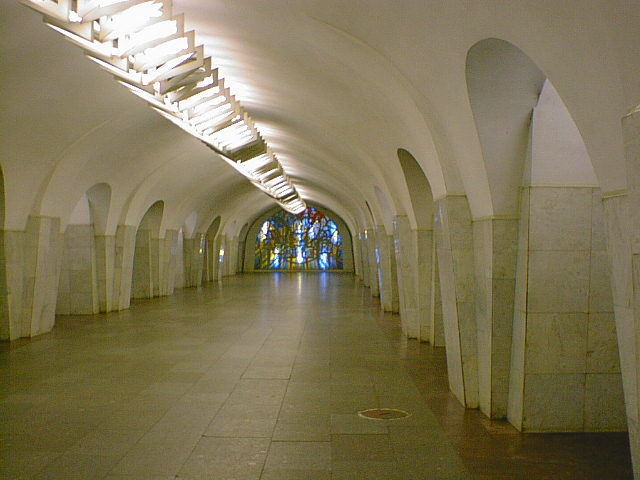
Stanice Šabolovskaja
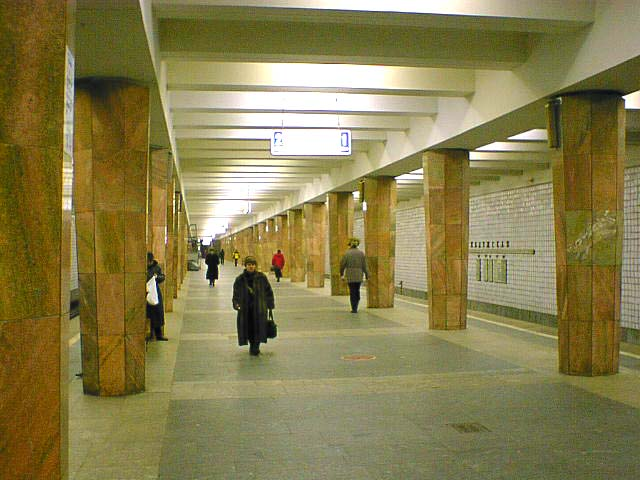
Stanice Kalužskaja